# روجر كيسمنت
كان روجر ديفيد كيسمنت (1 سبتمبر 1864 - 3 أغسطس 1916) دبلوماسيًا وقوميًا أيرلنديًا أعدمته المملكة المتحدة بتهمة الخيانة أثناء الحرب العالمية الأولى. عُرف بين عامي 1911 و1916 بالسير روجر كيسمنت، لحصوله على وسام القديس ميخائيل والقديس جرجس. عمل في وزارة الخارجية البريطانية دبلوماسيًا، وأصبح معروفًا كناشط إنساني، ولاحقًا كشاعر وزعيمٍ لثورة عيد الفصح. كُرم عام 1905 عن تقرير كيسمنت حول الكونغو وحصل على لقب فارس عام 1911 لتحقيقاته المهمة بشأن انتهاكات حقوق الإنسان في صناعة المطاط في البيرو، فوُصف بأنه «راعي تحقيقات حقوق الإنسان في القرن العشرين».
عمل في أفريقيا عندما كان شابًا للمصالح التجارية وانضم بعدها إلى الخدمة الاستعمارية البريطانية. عُين في عام 1891 قنصلًا بريطانيًا، وظيفةٌ استمر فيها لأكثر من 20 عامًا. انتابه مع الوقت شعورُ عدم ثقة بالإمبريالية، متأثرًا بحرب البوير وبتحقيقاته في الفظائع الاستعمارية ضد الشعوب الأصلية. بعد تقاعده من الخدمة القنصلية في عام 1913، اضطلع أكثر بالجمهورية الأيرلندية وازدادت مشاركته في الحركات الانفصالية الأخرى.
بذل جهودًا حثيثة خلال الحرب العالمية الأولى للحصول على مساعدة عسكرية ألمانية من أجل ثورة الفصح عام 1916، ثورةٌ سعت إلى الحصول على الاستقلال الأيرلندي. قُبض عليه وأُدين بتهمة الخيانة العظمى وأُعدم بناءً عليها. جُرد من وسام الفروسية والأوسمة الأخرى. قبل المحاكمة، وزعت الحكومة البريطانية مقتطفات قيل إنها من مذكراته الخاصة المعروفة باسم اليوميات السوداء، تُفصّل الأنشطة الجنسية المثلية. بالنظر إلى الآراء السائدة والقوانين القائمة بشأن المثلية الجنسية، قوضت هذه الحقائق إمكانية دعم كيسمنت والعفو عنه. استمرت النقاشات حول هذه المذكرات، إذ خلصت دراسة أُجريت في عام 2002، اعتُمد فيها على مقارنة خط اليد، إلى أن كيسمنت هو من كتب اليوميات، لكن هذا الأمر لا زال يلاقي اعتراضًا من قِبل البعض.

## حياته

### بدايات حياته وتعليمه
ولد كيسمنت في دبلن لعائلة إنجليزية أيرلندية، وعاش طفولته في دويل كوتج، على صف منازل لوسن، في ضاحية سانديكوف؛ لم يعد صف المنازل موجودًا، لكنه كان على طريق سانديكوف بين ما يُعرف اليوم بحانة فيتزجيرالد ومخزن باتلر للأطايب.
كان والده، النقيب روجر كيسمنت من فوج سلاح الفرسان (الخاص بالملك)، ابن هيو كيسمنت، تاجر شحن في بلفاست، أفلس وانتقل لاحقًا إلى أستراليا. خدم النقيب كيسمنت في الحملة الأفغانية عام 1842، ثم انتقل إلى أوروبا للقتال كمتطوع في الثورة المجرية عام 1848، لكنه وصل بعد الاستسلام في فيلاغوس. بعد انتقال الأسرة إلى إنجلترا، قيل أن والدة روجر، آن جيفسون (أو جيبسون)، من عائلة أنجليكانية في دبلن، قد عمدته سرًا في سن الثالثة ككاثوليكي في ريل، ويلز. ومع ذلك، فإن الكاهن الذي نظم معموديته ذكر بوضوح أن التعميد المزعوم السابق كان في آبريستويث، على بعد 80 ميلًا من ريل، مما أثار تساؤلًا عن سبب تذكر مثل هذا الحدث ذو الأهمية المفترضة، بشكل خاطئ.
وفقًا لرسالة من عام 1892، اعتقد كيسمنت أن والدته تنحدر من عائلة جيفسون في مالو، بمقاطعة كورك، لكن مؤرخ عائلة جيفسون لا يدعم أي دليل يثبت ذلك. عاشت الأسرة في إنجلترا بفقر مدقع؛ توفيت والدة روجر عندما كان في التاسعة من عمره. فأعاد الوالد العائلة إلى أيرلندا لتعيش في كنف أسرته بمقاطعة أنتريم. توفي والده في باليمينا، وكان كيسمنت حينها في الثالثة عشرة من عمره، وتُرك عالة على الأقارب، عائلتي يونغ وكيسمنت. تلقى تعليمه في مدرسة الأبرشية، باليمينا (لاحقًا، أكاديمية باليمينا). ترك المدرسة في سن 16 وذهب إلى إنجلترا للعمل كموظف في إلدر ديمبستر، شركة شحن في ليفربول يرأسها ألفريد لويس جونز.
عاش شقيق روجر كيسمنت، توماس هيو جيفسون كيسمنت (1939 - 1863)، حياة متنقلة في البحر كجندي، وساعد لاحقًا على تأسيس دائرة خفر السواحل الأيرلندية. استُلهمت منه إحدى الشخصيات في مسرحية دينيس جونستون القمر في النهر الأصفر. غرق في قناة دبلن الكبرى في 6 مارس 1939، بعد أن كان يهدد بالانتحار.

### تعليقات حول كيسمنت
يتذكر إرنست هامبلوخ، نائب كيسمنت أثناء تعيينه قنصلًا في البرازيل، في تصور زاهٍ عن حياة كيسمنت بالنظر إلى مصيره اللاحق بأنه شخصية «غير متوقعة»: طويل القامة، صعب المراس؛ «بالغ التهذيب» ولكن مع «قدر كبير من التكلف، كأنما يتملكه الخوف من الإمساك به على حين غرة». «متحدث سلس وكاتب فصيح»، كان بإمكانه «شرح قضية، دون الجدال فيها». كان صوته «موسيقيًا للغاية»، أكثر سماته جاذبية، دون «إدراك» منه لذلك. كانت عيناه «عطوفتين»، لكنهما لا تُلمحان بضحكة: «لربما كان روح الدعابة سينقذه من أشياء كثيرة».
قال جوزيف كونراد في انطباعه الأول عن كيسمنت، من لقاء في الكونغو اعتبره «نفحة إيجابية من الحظ السعيد»، بأنه كان «يفكر ويتحدث بشكل جيد، بذكاء كبير وعطف بالغ». لاحقًا، بعد اعتقال كيسمنت ومحاكمته، اتضح لدى كونراد أفكار أخرى أكثر انتقادًا: «رأيت بالفعل في إفريقيا أنه كان رجلًا، بلا عقل على الإطلاق، بالمعنى الدقيق للكلمة. لا أعني غبيًا. أعني أنه كان يفيض بالمشاعر. شق طريقه بقوة العاطفة (بوتومايو، تقرير الكونغو، وما إلى ذلك)، وبمزاجية مطلقة – شخصية مأساوية بحق».

## الكونغو وتقرير كيسمنت
عمل كيسمنت في الكونغو لهنري مورتون ستانلي والرابطة الدولية الأفريقية منذ عام 1884؛ عُرفت هذه الرابطة كواجهة لليوبولد الثاني ملك بلجيكا في استيلائه على ما أصبح يسمى بدولة الكونغو الحرة. عمل كيسمنت على دراسة استقصائية لتحسين الاتصال وتجنيد العمال والإشراف عليهم في بناء خط سكة حديد لتجاوز 220 ميلًا من المجرى السفلي لنهر الكونغو، الذي جعلت منه المنحدرات الشديدة غير قابل للملاحة، بهدف تحسين النقل والتجارة إلى الكونغو العليا. تعلم اللغات الأفريقية أثناء عمله التجاري.
التقى كيسمنت في عام 1890 بجوزيف كونراد، الذي جاء إلى الكونغو لقيادة سفينة تجارية، أُطلق عليها اسم ملك البلجيكيين. كان كلاهما مستلهمين بفكرة أن «الاستعمار الأوروبي سيحقق التقدم الأخلاقي والاجتماعي للقارة ويحرر سكانها من «العبودية والوثنية وأشكال أخرى من الهمجية». وسرعان ما سيدرك كل منهما خطورة خطأه». نشر كونراد روايته القصيرة قلب الظلام في عام 1899، التي يستكشف من خلالها المساوئ الاستعمارية. كشف كيسمنت في وقت لاحق عن الظروف التي وجدها في الكونغو خلال تحقيق رسمي للحكومة البريطانية. في هذه السنوات التأسيسية، التقى أيضًا بهربرت وارد، وأصبحا صديقين مقربين. غادر وارد إفريقيا في عام 1889، وكرس وقته ليصبح فنانًا، لكن تجربته هناك أثرت بشدة على أعماله.
انضم كيسمنت إلى الخدمة الاستعمارية، تحت سلطة مكتب الاستعمار، وعمل بدايةً في الخارج موظفًا في غرب إفريقيا البريطانية. انتقل في أغسطس 1901 إلى وزارة الخارجية بمنصب قنصل بريطاني في الجزء الشرقي من الكونغو الفرنسية. في عام 1903 كلفت حكومة بلفور كيسمنت، قنصلها آنذاك في بوما بدولة الكونغو الحرة، بالتحقيق في حالة حقوق الإنسان في تلك المستعمرة الخاضعة للملك البلجيكي، ليوبولد الثاني. عمل ليوبولد على إنشاء جيش خاص عُرف باسم القوات العامة، وكان يضيق الخناق على سكان المنطقة ماديًا خلال عهدٍ من الإرهاب في حصاد المطاط والموارد الأخرى وتصديرها. في مجال التجارة، شحنت بلجيكا إلى الكونغو البنادق والسياط وغيرها من المواد التي استُخدمت أساسًا لقمع السكان المحليين.